# MY BAG
《My Bag》（以全大寫方式標記）是由韓國女子組合(G)I-DLE收錄於他們的第一張正規專輯《I NEVER DIE》中的單曲，並於2022年3月14日發行，是該專輯的第八首歌曲。由田小娟創作並由Nathan共同製作，該歌曲的音樂風格注重(G)I-DLE所有成員的說唱，正如田小娟所評論的那樣，這首歌曲「只有(G)I-DLE才能做到」。該歌曲的一部分融合了他們2018年5月2日的出道單曲「LATATA」中的元素。

## 背景
2022年2月17日，Cube娛樂宣布(G)I-DLE將在3月回歸，距離上一張專輯已經過了14個月，現正準備推出新專輯。2月24日，有報導指出該團體將在3月14日以數位形式發行首張正規專輯《I NEVER DIE》。其中，由小娟作詞作曲，Nathan和Flip_00共同譜曲的"My Bag"被視為專輯中的特別歌曲。團員舒華表示，自己也有在歌曲中獻聲RAP，這讓她更想成為像小娟一樣酷的說唱歌手，並希望能夠向小娟學習。
我試著讓每位成員展現他們的個性，就像他們一直以來做的那樣。我為《My Bag》這首歌寫了歌詞，以符合每個人的形象。我指導他們，讓他們能夠展現自己的故事，就好像這些故事是他們自己的一樣。——作詞人田小娟，
「My Bag」是一首嘻哈音樂，具有強烈的低音伴奏和易記的韓語押韻。在音樂符號方面，這首歌曲以升g小調為主调，每分鐘節拍為94拍，總長度為兩分四十秒。

### 歌詞分配
歌曲展現團體風格與成員個性的一首歌曲。在歌詞的分配上，小娟承擔了主導，兩次帶動了副歌的部分。而其餘成員則都獲得了近乎平等的歌詞分配，各自的特色和風格在歌曲中得以充分展現。
這種分配方式確保了每位成員都有獨特的存在感，而同時也讓歌曲整體聲音更加多元和和諧。
| 成員   | 秒數  |
| ------ | ----- |
| 小娟   | 55.83 |
| Minnie | 20.77 |
| 雨琦   | 20.92 |
| 舒華   | 22.94 |
| 薇娟   | 20.63 |

## 評價
新音乐快递的 Tanu I. Raj 表示，這首歌是「浮誇而自豪」的歌曲，因為這首歌非常適合他們，並進一步描述這首歌「陷入了誇張和過時的嘻哈陷阱——炫耀財富只能保持那麼新鮮——但整體的安排使其保持平衡」。在Genius上撰寫的Addison Murray將這首歌稱為「炫耀的國歌」，並注意到這首歌與出道單曲「LATATA」相似，評論說「他們正在慶祝他們過去的成就，同時炫耀他們當前的成功」。The Kraze的Sofia Gomez 表示，這首歌「當它在你的音響上播放時，這是一個讓人愉快和享受時髦嘻哈曲風的時刻，它的奇特風格會受到很多人的喜愛」。
| 評論/發行商 | 榜單                              | 排名   | 類型       | 來源   |
| ----------- | --------------------------------- | ------ | ---------- | ------ |
| MTV         | The 22 Best K-Pop B-Sides Of 2022 | 13     | 歌曲       | [ 11 ] |
| Zenerate    | 2022 Korean Music Best 100        | Placed | 音樂錄影帶 | [ 12 ] |

## 商業表現
"My Bag" 於 2022年3月13 日至19 日的 Gaon 數位排行榜上以第 116 名的成績首次亮相。這首歌曲也在 Gaon 下載排行榜和 Gaon 串流排行榜上分別以第 18 名和第 170 名的成績首次亮相。接著在 2022年3月20日至 26日的排行榜中，這首歌曲攀升至第 79 名，並在 《告示牌》K-pop Hot 100排行榜上以第 74 名的成績首次亮相。

## 宣傳
2022年2月26日，Cube公佈了專輯行程表，以2022年3月8日上面的"What's in My Bag?"來暗示單曲的發行。後來，該團體在其官方YouTube頻道上發布了一個歌曲影片，展示了他們在超級跑車中競速，並用饒舌歌詞演繹了強勢的群體舞蹈，這首歌曲就是"My Bag"。2022年3月14日，(G)I-DLE在YouTube上舉行了一場名為"(G)I-DLE 1st Full Album [I Never Die] GV_CINEMATIC LiVE"的現場活動，介紹了專輯及其中的歌曲，包括"My Bag"。而這首歌的舞蹈影片也在2022年3月28日發布。

## 表演
作為專輯宣傳的一部分，於他們的第一個宣傳週，這首歌與專輯主打曲一同在於3月17日播出的 M Countdown 上演出。

## 軼聞
成員MINNIE曾在節目中提及，自己與家族被外界誤認為是「泰國富豪」。由於她曾在社群平台上分享父母在泰國的住宅，引發外界猜測她出身於上流社會。然而，MINNIE在2025年2月的YouTube節目《씨유튜브》中澄清，雖然自己家境不錯，但「父母並沒有完全資助我，我也沒有花他們的錢」。
此外，在《MY BAG》中，MINNIE的歌詞段落涉及金錢與奢華形象，讓部分粉絲戲稱她為「現實版富豪」。對此，她解釋：「這首歌的歌詞是田小娟創作的，僅僅是表演的一部分，並不代表我的真實情況。」她還打趣補充：「其實我也很需要錢！」

## 榜單
| Chart (2022)                  | Peak position |
| ----------------------------- | ------------- |
| Singapore Top Regional (RIAS) | 24            |
| South Korea (Gaon)            | 22            |
| South Korea (K-pop Hot 100)   | 34            |
| South Korea (Billboard)       | 9             |

| Chart (2022)       | Position |
| ------------------ | -------- |
| South Korea (Gaon) | 23       |

| Chart (2022)         | Position |
| -------------------- | -------- |
| South Korea (Circle) | 61       |